# Mobye Narapati
Cette page contient des caractères spéciaux ou non latins. S’ils s’affichent mal (▯, ?, etc.), consultez la page d’aide Unicode.
Mobye Narapati (birman : မိုးဗြဲ နရပတိ, móbjέ nəɹɑ̯pəti̯ ; Narapati III d'Ava ; mai 1516 – 15??) fut l'avant-dernier souverain du Royaume d'Ava, en Haute-Birmanie. Il régna de 1545 à 1551, représentant contesté de la confédération des états shans qui s'en était emparé en 1527. Avant de succéder à son père Hkonmaing sur le trône, Narapati était saopha (prince) de l'État shan de Mong Pai (ou Mobye, dans le nord de l'actuel État de Kayah), État vassal de Thibaw (Hsipaw), dont son père était saopha.
Son accession au trône d'Ava fut activement combattue par l'État shan de Mohnyin, ennemi de Thibaw depuis plusieurs décennies. État le plus puissant de la confédération, à l'origine de la conquête d'Ava en 1527, Mohnyin considérait que le souverain d'Ava devait être un des siens, pas quelqu'un de Thibaw, qui avait été le principal allié d'Ava dans les années 1520. Sans le soutien de Mohnyin, Mobye Narapati ne régnait que sur un petit territoire autour d'Ava. La querelle de succession s'envenima et en 1551 Sithu Kyawhtin, un fils de Sawlon (saopha de Mohnyin et conquérant d'Ava), se révolta. Il occupa Sagaing, sur la rive opposée de l'Irrawaddy, et commença à attaquer Ava. En 1551, Narapati III s'enfuit dans le sud, cherchant refuge auprès du roi Bayinnaung (de la dynastie Taungû),. Sa date et son lieu de décès sont inconnus.
Sithu Kyawhtin le remplaça sur le trône, mais trois ans plus tard Bayinnaung prit Ava, mettant fin à la domination shane sur la Haute-Birmanie.